# Aimé Félix Tschiffely
Aimé Félix Tschiffely, a veces abreviado A. F. Tschiffely, (Berna, Suiza, 7 de mayo de 1895 - Londres, Reino Unido, 5 de enero de 1954) fue un profesor, escritor y aventurero suizo naturalizado argentino. Es famoso por haber realizado el trayecto Buenos Aires-Nueva York a caballo, viaje que completó en poco más de tres años y tras el cual adquirió gran popularidad en Argentina y en Estados Unidos, habiendo aparecido en la portada de la revista National Geographic y sostenido una reunión con Calvin Coolidge, entonces presidente de Estados Unidos, mientras que en Argentina era aclamado como héroe nacional.

## Biografía

### Orígenes, traslado a Argentina y carrera literaria
Nació en el seno de una tradicional familia de Suiza en 1895. El lugar de su nacimiento es motivo de controversia; según la mayor parte de las fuentes nació en Berna y según otras en Zofingen. De lo que sí se tiene certeza, es que fue en Berna donde cursó sus estudios primarios y secundarios y donde se formó como maestro. Abandonó Suiza a los 20 años para ejercer como docente en el Reino Unido. Más tarde se trasladaría a Buenos Aires para enseñar en el St. George's College de Quilmes y en el Buenos Aires English High School, institución de la que llegaría a ser director de estudios.
Mientras residía en Argentina, le era habitual realizar cabalgatas a las Pampas, que le permitieron conocer a los gauchos y sus costumbres. En 1925, a la edad de treinta años, decidió emprender un viaje a caballo desde Buenos Aires hasta Nueva York. Dadas las dificultades que a simple vista presentaría un viaje como éste, varios sectores de la prensa se burlaron de su empresa con titulares como: ¡Imposible!, ¡Absurdo! o ¡El hombre debe estar loco!. Tras realizar exitosamente su cometido, escribió el libro Paseo de Tschiffely (en:The Ride) (1933) en el que cuenta todo lo que aconteció desde su partida hasta su llegada en 1928 junto a los dos caballos criollos que lo acompañaron, llamados «Gato y Mancha», descendientes directos de los caballos traídos a la Argentina en 1535 por Pedro de Mendoza.
Después de la publicación de Paseo de Tschiffely, su autor dejó de ser conocido sólo en Argentina y Estados Unidos para saltar a la fama mundial y se trasladó con su esposa, la cantante de ópera Violeta Hume, a Londres, donde continuó con su carrera literaria. Uno de los libros que escribió por ese entonces era una biografía de Robert Bontine Cunninghame Graham, amigo suyo que había muerto en 1936. En 1937, regresó a Argentina y realizó un viaje en un automóvil que le fue proporcionado por Ford hasta Tierra del Fuego, registrando sus experiencias entre los nativos y su reencuentro con Gato y Mancha en This Way Southward (1940). En 1949, publicó The Tale of Two Horses, un relato de The Ride contado por Gato y Mancha dirigido al público infantil.

### El Viaje
El plan de Tschiffely consistía en recorrer el tramo Buenos Aires-Nueva York con sólo dos caballos. El 24 de abril de 1925 partió de Buenos Aires junto a «Gato y Mancha». Los caballos eran descendientes directos de los caballos traídos por Pedro de Mendoza en 1535, los mejores caballos de Europa de aquella época, y éstos habían terminado viviendo en estado salvaje hasta su captura y re-domesticación por parte de los tehuelches. En un principio, Gato y Mancha pertenecían al cacique Liempichum y luego fueron adquiridos y proporcionados a Tschiffely por el veterinario Emilio Solanet. Los caballos criollos eran legendarios por su fuerza, su inteligencia y su resistencia.
Tras partir de la capital argentina, el trío cruzó las Pampas, ascendió hacia los Andes de Argentina y Bolivia, atravesó los desiertos de Perú y se abrió paso por las selvas de Colombia y Panamá. Luego cruzó América Central, pasando por Costa Rica, El Salvador y finalmente Guatemala, países asolados por años de guerras civiles. Luego llegó a México, y puesto que el país estaba pasando por un clima tenso, el gobierno le concedió una guardia escolta para garantizar que cruzara el país en una sola pieza. En México D.F., fue recibido con los honores dignos de un jefe de Estado por el entonces presidente Plutarco Elías Calles. El 20 de septiembre de 1928, llegó a Nueva York con una entrada triunfal con ambos caballos en perfecto estado. El entonces alcalde de Nueva York Jimmy Walker lo recibió en el ayuntamiento y le otorgó la Medalla de la Ciudad. En Washington D. C., fue recibido en la Casa Blanca por el presidente Calvin Coolidge. Luego publicó un artículo en la revista National Geographic y apareció en la portada de la entrega de ese mes. De regreso a Nueva York, marchó montado en su caballo Mancha en Broadway desde la Quinta Avenida hasta el Central Park escoltado por la policía de la ciudad que también iba a caballo. Más tarde los dos caballos se expusieron durante diez días en el Salón Internacional del Caballo del Madison Square Garden.

### Muerte
Tschiffely falleció en Londres en 1954 a causa de complicaciones surgidas después de una operación menor. Sus restos fueron llevados a Buenos Aires y sepultados en el Cementerio de La Recoleta. En 1998, sus restos fueron trasladados a la estancia El Cardal, ubicada en las pampas cerca del pueblo de Ayacucho (320 km al sur de la ciudad de Buenos Aires), que había pertenecido a la familia Solanet y donde su amigo, Emilio Solanet, le había dedicado un monumento.
Años después de su muerte, el Museo de Luján le dedicó una sección en la Sala Grandes Travesías. El 20 de septiembre, día en el que en 1928 Tschiffely arribó junto a sus caballos a Nueva York, fue declarado como «Día Nacional del Caballo» por el Congreso de la Nación Argentina. En 2004, la aventurera sudafricana Marianne du Toit completó el tramo realizado por Tschiffely en 21 meses también con dos caballos criollos, pero pasando por Brasil y Venezuela y llegando a destino con un caballo muerto.

## Obras
- Tschiffely's Ride o The Ride o Southern Cross to Pole Star (1933). ISBN 1-59048-011-3
- Bridle Paths: the story of a ride through rural England (1936). ISBN 1-59048-013-9
- Don Roberto:The Life of R. B. Cuninghame Graham (1937)
- Coricancha (garden of gold): Discovery of Peru and conquest of the Inca empire (1943) (véase Coricancha)
- This Way Southward (1945). ISBN 1-59048-014-7
- Ming and Ping (1948)
- The Tale of Two Horses (1949). ISBN 1-59048-012-0
- Bohemia Junction (1951). ISBN 1-59048-015-5
- Round and about Spain (1952). ISBN 1-59048-268-1
- Matt Cass - a tale of a man from the north (1953).